# Conflito na Caxemira

Mapa político da Caxemira

O conflito na Caxemira se refere à disputa territorial entre a Índia e o Paquistão (e entre a Índia e a China), pela Caxemira, a região localizada ao extremo noroeste do subcontinente indiano.
A Índia reivindica a totalidade do antigo estado principesco dogra de Jammu e Caxemira e atualmente administra cerca de 43% da região, incluindo a maior parte de Jammu, Caxemira, Ladakh (incluindo o glaciar de Siachen). A alegação da Índia é contestada pelo Paquistão, que controla cerca de 37% da Caxemira, principalmente a chamada Caxemira Livre (Azad Kashmir) e as regiões setentrionais de Gilgit e Baltistão. Além disso, a China controla 20% da Caxemira, incluindo Aksai Chin que ocupou na sequência da breve guerra sino-indiana de 1962 e da área do Trans-Caracórum, também conhecida como o vale de Shaksgam, que foi cedida pelo Paquistão em 1963.
A posição oficial da Índia é que Caxemira é uma "parte integrante" da Índia, enquanto a posição oficial do Paquistão é que a Caxemira é um território disputado cujo estatuto definitivo só pode ser determinado pelo povo da Caxemira. Alguns grupos caxemires alegam que a Caxemira deve ser independente da Índia e do Paquistão.
A Índia e o Paquistão se enfrentaram em três guerras pelo território da Caxemira em 1947 (Primeira Guerra da Caxemira), 1965 (Segunda Guerra da Caxemira) e o 1999 (Conflito de Kargil). Índia e China se enfrentaram uma vez em 1962, pelo controle de Aksai Chin, bem como pelo nordeste do estado indiano de Arunachal Pradesh. A Índia e o Paquistão também se envolveram em diversas escaramuças no glaciar de Siachen. Desde a década de 1990, o estado indiano de Jammu e Caxemira tem sido afetado por confrontos entre caxemires separatistas, incluindo militantes que a Índia alega serem apoiadas pelo Paquistão e as Forças Armadas do Paquistão, o que causaram milhares de mortos.

## Antecedentes

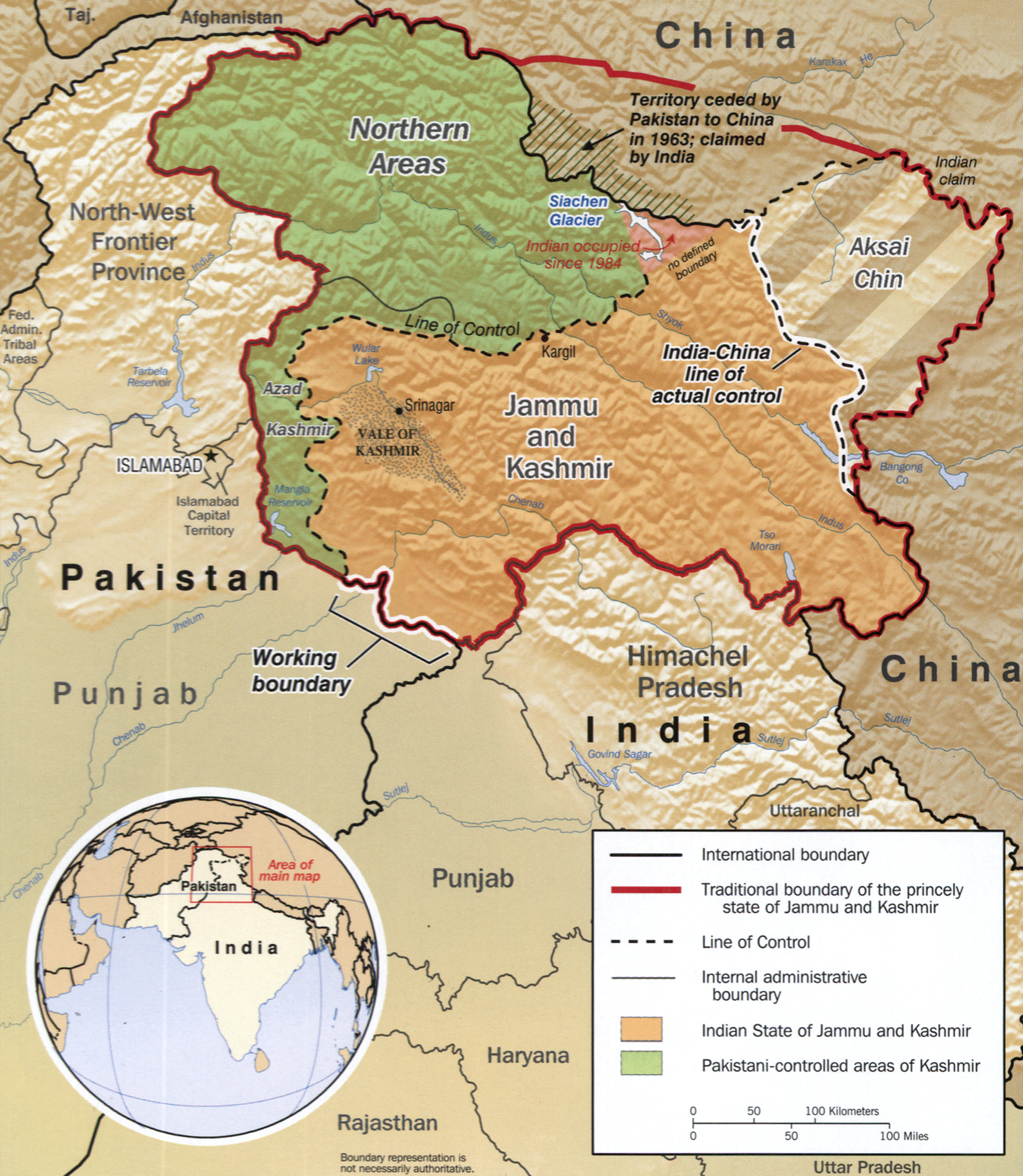
Mapa da região de Caxemira, que mostra em vermelho os limites do antigo estado principesco de Jammu e Caxemira

Em 1935, os governantes britânicos obrigaram o rei dogra de Jammu e Caxemira a arrendar partes de seu reino que integravam a nova Província da Fronteira Noroeste, por 60 anos. Esta etapa foi concebida para reforçar as fronteiras do norte da Índia Britânica, especialmente a partir da Rússia.
Em 1947, o domínio britânico na Índia terminou com a criação de duas nações: a Índia e o Paquistão. Cada um dos 562 estados principescos indianos aderiram a um dos dois novos países: a União da Índia ou o Domínio do Paquistão. Jammu e Caxemira tinha uma população predominantemente muçulmana, mas um governante hindu, era o maior destes estados autônomos e limitava com ambos os países modernos. Seu governante era o rei dogra (ou marajá), Hari Singh, que preferiu manter-se independente, pretendendo evitar a pressão sobre ele a partir da Índia e do Paquistão, jogando um contra o outro.
Em outubro de 1947, os revolucionários muçulmanos no oeste da Caxemira  e as tribos paquistanesas de Dir invadiram a Caxemira na esperança de liberta-la do domínio dogra. As forças estatais não foram capazes de resistir à invasão e o marajá assinou um instrumento de adesão  em troca de ajuda militar, que foi aceito pelo Governo da Índia em 27 de outubro de 1947.

## Cronologia dos conflitos

### Guerra indo-paquistanesa de 1947
Após rumores de que o marajá apoiaria a anexação da Caxemira pela Índia, tropas irregulares formadas de militantes revolucionários muçulmanos da Caxemira ocidental e membros de tribos paquistanesas fizeram rápidos avanços na Caxemira (no setor de Baramaulla). Neste contexto, o marajá Hari Singh da Caxemira pediu ao Governo da Índia para intervir, no entanto, a Índia e o Paquistão tinham assinado um acordo de não intervenção (status quo), e embora combatentes tribais do Paquistão que entraram em determinado território até então não havia uma clara evidência jurídica para provar inequivocamente que o Governo do Paquistão estava oficialmente envolvido. Teria sido ilegal para a Índia fazer uma intervenção unilateral (de uma forma aberta e oficial), a menos que Jammu e Caxemira aderisse à Índia formalmente, caso em que teria sido possível enviar forças que ocupam as partes restantes.
O marajá desesperadamente necessitava da ajuda militar quando tribos patanes invasoras chegaram nos arredores de Srinagar. Antes de chegar em Srinagar, a Índia alegou que se o marajá Hari Singh conduzisse as negociações para anexação de Jammu e Caxemira à Índia em troca de receber ajuda militar. O acordo que cedeu Jammu e Caxemira à Índia foi assinado pelo marajá e Louis Mountbatten. Em Jammu e Caxemira, os voluntários da Conferência Nacional trabalharam com o exército indiano para expulsar os paquistaneses.
A guerra resultante pela Caxemira, a Primeira Guerra da Caxemira, durou até 1948, quando a Índia propôs a questão ao Conselho de Segurança da ONU. Anteriormente, a ONU já tinha passado resoluções para estabelecer o monitoramento do conflito na Caxemira. A comissão criada para este propósito foi denominada Comité das Nações Unidas para a Índia e o Paquistão. Então, em 21 de abril de 1948, o Conselho de Segurança da ONU aprovou a Resolução 47, que impôs um cessar-fogo imediato, alegando que o Paquistão deveria retirar toda a sua presença e não teria qualquer interferência na política de Jammu e Caxemira. Além disso, a Índia deveria manter uma presença militar mínima e a disposição final do Estado de Jammu e Caxemira seria realizado em conformidade com a vontade popular expressa através do método democrático de um plebiscito livre e imparcial conduzido sob a auspícios das Nações Unidas. O cessar-fogo ocorreu no dia 31 de dezembro de 1948.
Até então, os governos indianos e paquistaneses concordaram em realizar o plebiscito, mas o Paquistão não retirou as suas tropas da Caxemira, o que violava a condição para a realização do plebiscito. Além disso, o governo indiano se distanciou de seu compromisso de realizar um plebiscito. Durante os anos seguintes, o Conselho de Segurança aprovou quatro novas resoluções da ONU revendo os termos da Resolução 47 incluindo uma retirada sincronizada de ambas as tropas (indianas e paquistanesas) na região, graças às recomendações do general Andrew McNaughton. Para este fim, os árbitros da Organização das Nações Unidas apresentaram 11 propostas diferentes para a desmilitarização da região - cada uma das quais foi aceita pelo Paquistão, mas rejeitada pelo governo da Índia.
As resoluções foram aprovadas pelo Conselho de Segurança das Nações Unidas ao abrigo do Capítulo VI da Carta das Nações Unidas. As resoluções aprovadas ao abrigo do Capítulo VI da Carta da ONU são consideradas não vinculativas e não têm qualquer aplicabilidade obrigatória, ao contrário das resoluções aprovadas ao abrigo do Capítulo VII.

### Guerra sino-indiana
Em 1962, tropas da República Popular da China e da Índia se enfrentaram em território reivindicado por ambos. A China obteve uma rápida vitória na guerra, resultando na administração chinesa da região denominada Aksai Chin, que continua até hoje. Para além destas áreas, uma outra área menor, o Trans-Caracórum, foi demarcada como Linha de Controle entre a China e o Paquistão, apesar de parte do território do lado chinês estar sendo reclamado pela Índia como parte da Caxemira. A linha que separa a Índia da China nessa região é conhecida como a "Linha de Controlo Real".

### Guerras de 1965 e 1971
Em 1965 e 1971, novamente eclodiram pesados combates entre a Índia e o Paquistão. A guerra indo-paquistanesa de 1971 resultou na derrota do Paquistão e da rendição militar do Paquistão no Paquistão Oriental (atual Bangladesh). O Acordo de Simla foi assinado em 1972 entre a Índia e o Paquistão. Por esse tratado, ambos os países concordaram em resolver todas as questões por meios pacíficos e debates mútuos no âmbito da Carta das Nações Unidas.

### Ascensão da revolta em Jammu e Caxemira desde 1989
Em 1989, inicia-se uma ampla insurreição armada na Caxemira, que continua até o presente. A Índia afirma que esta foi iniciada em grande parte pelo grande número de Mujahideen afegãos que entraram na Caxemira após o final da guerra soviético-afegã, embora os nacionalistas do Paquistão e Caxemira argumentam que os mujahideens não deixaram o Afeganistão em grandes números até 1992, três anos após a insurreição começar. Yasin Malik, líder de uma facção, a Frente de Libertação de Jammu e Caxemira, foi um dos caxemires que organizaram a militância na Caxemira. No entanto, desde 1995, Malik renunciou ao uso da violência e apela para métodos estritamente pacíficos para resolver as diferenças. O Paquistão alega que os insurgentes são cidadãos de Jammu e Caxemira, e estão lutando até contra o exército indiano em um movimento independência. Também afirma que o Exército indiano está cometendo graves violações dos direitos humanos para os cidadãos de Jammu e Caxemira, e nega que esteja dando armamentos para ajudar os insurgentes.
A Índia reivindica que estes grupos insurgentes são terroristas islâmicos da Caxemira administrada pelo Paquistão e do Afeganistão, lutando para Jammu e Caxemira fazer parte do Paquistão. Acredita que o Paquistão dá armas para ajudar os terroristas, e os está treinando no Paquistão. Igualmente também afirma que os terroristas tem assassinado muitos cidadãos na Caxemira, e cometendo violações dos direitos humanos, negando ao mesmo tempo que as suas próprias forças armadas são responsáveis pelas violações dos direitos humanos. Em uma visita ao Paquistão em 2006, o atual primeiro-ministro da Caxemira Omar Abdullah ressaltou que militantes estrangeiros, que não tinham nada a ver com a Caxemira, estavam envolvidos em assassinatos e desordens em nome da religião. Igualmente as agências de inteligência dos Estados Unidos acreditam que a Al-Qaeda e os talibãs estão ajudando a organizar uma campanha de terror na Caxemira para fomentar o conflito entre a Índia e o Paquistão.
O governo paquistanês considera estes insurgentes como "combatentes pela liberdade caxemire", e afirma que dá apenas apoio moral e diplomático para estes insurgentes, embora a Índia considera que o Paquistão apoia os terroristas da Caxemira Administrada pelo Paquistão.

### Conflito de Kargil

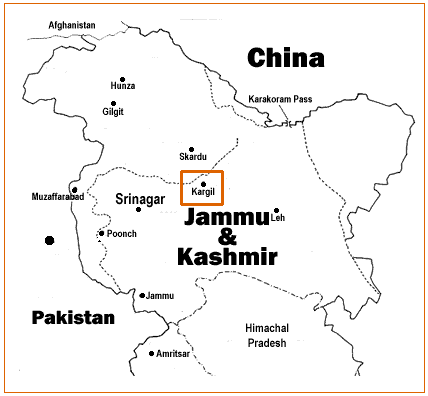
Localização de Kargil, região do conflito

Em meados de 1999, insurgentes e soldados paquistaneses da Caxemira paquistanesa infiltraram-se em Jammu e Caxemira. Durante a época de inverno, forças indianas regularmente descem para altitudes mais baixas, como as condições climáticas são severas torna-se quase impossível patrulhar os altos picos perto da Linha de Controle. Os rebeldes aproveitaram-se disto e tomaram vantagem ocupando os vagos picos da montanha da faixa de Kargil, com vista a estrada na Caxemira indiana que liga Srinagar a Leh. Ao bloquear a rodovia, pretendiam cortar a única ligação entre o vale da Caxemira e Ladakh. Isto resultou em um conflito de grande escala entre o exército indiano e o exército do Paquistão.
Ao mesmo tempo, os temores da Guerra de Kargil transformar-se em uma guerra nuclear levou a que os Estados Unidos, então sob governo do presidente Bill Clinton, pressionassem o Paquistão a recuar. Confrontados com a crescente perda de pessoal e de postos, o Exército do Paquistão retirou as tropas restantes da região e acabou com o conflito. A Índia recuperou o controle dos picos que atualmente patrulha e monitora durante todo o ano.

## Causas do conflito
A partir da Partilha da Índia, em 1947, tanto a Índia como o Paquistão têm mantido a sua reivindicação sobre a Caxemira. Estas reivindicações focam sobre eventos históricos e religiosos e em filiações religiosas da população da Caxemira. Todo o problema da Caxemira tem causado uma longa inimizade entre a Índia pós-colonial e o recém-criado Paquistão muçulmano. Surgiu como uma consequência direta da partição e da independência do subcontinente indiano, em agosto de 1947. O estado de Jammu e Caxemira, que está estrategicamente localizado na região noroeste do subcontinente, na fronteira com a China, era um estado principesco governado pelo marajá Hari Singh. Em termos geográficos, o marajá poderia aderir a um dos dois novos domínios. Embora instalado pelo Vice-Rei Louis Mountbatten para determinar o futuro do seu estado antes da transferência ocorrer, Hari Singh se opôs.
A Caxemira permaneceu amargamente dividida sobre o território, dois terços dela (conhecido como o estado indiano de Jammu e Caxemira), que inclui Jammu, o vale da Caxemira e a área escassamente povoada por budistas do Ladakh Oriental sob controle da Índia; a terceira parte é administrada pelo Paquistão. Esta área compreende uma estreita faixa de terra (a Caxemira Livre e zonas setentrionais), incluindo Gilgit, Baltistão e os antigos reinos de Hunza e Nagar.
As tentativas de resolver a "questão principal" através de debate político foram infrutíferas. Em setembro de 1965, uma guerra eclodiu novamente entre Islamabad e Nova Deli. As Nações Unidas apelaram para outro cessar-fogo e a paz foi restabelecida, uma vez mais, na sequência da Declaração de Tashkent, em 1966, pelo quais ambas as nações regressaram às suas posições originais ao longo da linha demarcada. Após a guerra de 1971 e a criação do Estado independente de Bangladesh no âmbito do Acordo de Simla de 1972, a primeira-ministra da Índia Indira Gandhi e Zulfiqar Ali Bhutto do Paquistão concordaram que nenhuma das partes pretenderia alterar a linha de cessar-fogo na Caxemira, que passou a ser denominada a "Linha de Controle", de maneira unilateral independentemente das diferenças mútuas e interpretações jurídicas."
Desde então, tem havido numerosas violações da Linha de Controle, incluindo as famosas incursões por insurgentes e as forças armadas do Paquistão em Kargil que levaram à Guerra de Kargil, bem como os confrontos esporádicos no glaciar de Siachen, onde ambos os países mantêm forças em altitudes que atingem os 6 100 metros. Todas essas violações têm causado preocupação com a estabilidade da região hostil.

### Ponto de vista da Índia
A reivindicação indiana na Caxemira incide sobre o acordo entre o marajá Hari Singh, o primeiro-ministro Jawaharlal Nehru e Lord Mountbatten, segundo a qual o antigo Principado de Jammu e Caxemira tornou-se parte integrante da União da Índia através do instrumento de adesão. Também enfoca as alegações da sociedade secular da Índia, uma ideologia que não significa que a religião é um fator importante na governação da política e, portanto, considera que é irrelevante, uma disputa de fronteira.
Outro argumento apresentado pela Índia é que em seu território nacional as minorias estão bem integradas, com alguns membros de comunidades minoritárias, ocupando posições de poder e influência. Embora mais de 80% da população da Índia prática o hinduísmo, um ex-presidente da Índia, Abdul Kalam, é muçulmano, enquanto Sonia Gandhi, a líder parlamentar do Partido do Congresso, é católica romana. O atual primeiro-ministro da Índia, Manmohan Singh, é um sikh e o líder da oposição, Lal Krishna Advani, um hindu.
Em suma, a Índia sustenta que:
- A Assembleia Constituinte de Jammu e Caxemira tinha ratificado por unanimidade o instrumento de adesão da Índia ao marajá e aprovou uma constituição que exige uma união perpétua do Estado com a União Indiana. A Índia defende que este órgão é representativo e que suas opiniões eram as da população caxemire da época.[6][12]
- A Índia não aceita a teoria de duas nações que formam a base do Paquistão e considera que a Caxemira, apesar de ser um Estado de maioria muçulmana, é em muitos aspectos, uma "parte integrante" da Índia secular.[13]
- A Caxemira é uma região com a diversidade religiosa de um grande número de hindus e budistas. Portanto, se estivessem sob o controle de uma nação islâmica não secular como é o Paquistão, estariam contra as credenciais seculares da Caxemira, assim, as numerosas minorias étnicas na Caxemira seriam tratadas como cidadãos de segunda classe no Paquistão. A Índia aponta para as depurações das minorias religiosas no Paquistão após a independência.
- O estado de Jammu e Caxemira foi convertido em autônomo pelo artigo 370 da Constituição da Índia,[14] embora a sua autonomia foi reduzida desde então.
- A Índia também destaca uma sondagem realizada em Jammu e Caxemira, que sugere que a maioria dos muçulmanos que vivem no vale da Caxemira não querem que a Caxemira faça parte do Paquistão.[15]
- A Índia reivindica e apresentou provas de que a maioria das violações dos direitos humanos na região foram realizadas pelos insurgentes e outros não indianos. Além disso, a Índia cita o fato de que foram levados à justiça os poucos agentes filiados à Índia que tinham cometido violações dos direitos humanos, ao contrário do referido pessoal não indiano e insurgentes que não foram punidos por seus crimes.[16]
- A Índia alega que a maioria dos terroristas que operam na região da Caxemira provém da Caxemira administrada pelo Paquistão e que o Paquistão tem estado envolvido no terrorismo patrocinado pelo Estado. Aponta também para artigos e relatórios dos Estados Unidos que sugerem que os terroristas são financiados principalmente pelo Paquistão, bem como através de meios ilícitos, como a venda ilegal de armas e narcóticos ou a circulação de moeda falsa na Índia.[17] Portanto, a insurgência e o terrorismo na Caxemira é deliberadamente alimentada pelo Paquistão para criar instabilidade na região.[18] O governo da Índia acusou repetidamente o Paquistão de travar uma guerra por procuração na Caxemira, fornecendo armas e apoio financeiro a grupos terroristas na região.[19][20][21][22]
- O Paquistão está tentando levantar um sentimento anti-Índia entre os caxemires por espalhar propaganda falsa contra a Índia.[23] De acordo com o governo do estado de Jammu e Caxemira, rádios e canais de televisão paquistaneses deliberadamente espalham "ódio e veneno" contra a Índia para alterar opinião na Caxemira.[24]
- A Índia assinala relatórios de organizações de direitos humanos que condenam o Paquistão pela falta de liberdades cívicas na Caxemira sob administração paquistanesa.[23][25] De acordo com a Índia, a maioria das regiões da Caxemira paquistanesa, especialmente as áreas do Norte, continuam a sofrer de falta de reconhecimento político, desenvolvimento econômico e direitos fundamentais.[26]
- A Resolução 1172 do Conselho de Segurança das Nações Unidas, tacitamente aceita pela Índia, afirma que todas as questões pendentes entre a Índia e o Paquistão têm de ser resolvidos por mútuo diálogo (e não exige um plebiscito).[27]
- Em um país diverso como a Índia, o descontentamento e a insatisfação não são incomuns. A democracia indiana que possui flexibilidade necessária para acomodar as verdadeiras queixas no âmbito da sua soberania, unidade e integridade. O governo da Índia manifestou a sua disponibilidade para acolher as legítimas reivindicações políticas do povo do estado de Jammu e Caxemira.[28]

### Ponto de vista do Paquistão
As reivindicações paquistanesas sobre a região disputada baseiam-se na rejeição das reivindicações indianas para a Caxemira, especialmente o Instrumento de Adesão. O Paquistão insiste que o marajá não era um líder popular e era considerado como um tirano pela maioria dos caxemires; afirma também que o marajá usou a força bruta para reprimir a população. O Paquistão acusa também a Índia de hipocrisia, porque se recusou a reconhecer a adesão de Junagadh ao Paquistão e a independência de Hiderabade com base em que os dois estados tinham maiorias hindus (na realidade, a Índia ocupou e integrou a força estes dois territórios). Além disso, depois de ter fugido da Caxemira, devido à invasão paquistanesa, o Paquistão afirma que o marajá não tinha nenhuma autoridade para determinar o futuro da Caxemira. O Paquistão argumenta que mesmo se o marajá tivesse alguma autoridade para determinar o estatuto da Caxemira, assinou o instrumento de adesão sob coação, assim, invalidava a legitimidade de suas ações.
O Paquistão alega também que as forças indianas estavam na Caxemira antes mesmo da assinatura do instrumento de adesão com a Índia e, portanto, em violação ao acordo de Standstill, que foi concebido para manter o status quo da Caxemira (embora a Índia não fosse signatária do acordo assinado entre o Paquistão e o governante hindu de Jammu e Caxemira).
Entre 1990 e 1999, algumas organizações relataram que as forças armadas indianas, grupos paramilitares e os suas milícias contra-insurgentes foram responsáveis pela morte de 4 501 civis na Caxemira. Também entre 1990 e 1999, houve indícios de estupros de 4 242 mulheres com idade entre 7 e 70 anos. Alegações similares foram feitas também por algumas organizações de direitos humanos.
Em suma, o Paquistão sustenta que:
- A insurreição popular dos caxemires demonstra que o povo da Caxemira não quer mais permanecer como parte da Índia. O Paquistão sugere que isto significa que ou a Caxemira quer ser parte do Paquistão ou quer ser independente.
- As táticas de contra-insurgência da Índia têm merecido um acompanhamento internacional do conflito da Caxemira e o exército indiano tem realizado violações dos direitos humanos, incluindo tortura, estupros e assassinatos extrajudiciais, contra o povo cachemire.
- Segundo a teoria das duas nações é uma das teorias citadas para a partição que criou a Índia e o Paquistão, a Caxemira deveria ter permanecido com o Paquistão, porque tem uma maioria muçulmana.
- A Índia tem mostrado desprezo às resoluções do Conselho de Segurança da ONU e da Comissão das Nações Unidas na Índia e Paquistão ao não realizar um plebiscito para determinar a adesão futura do Estado.[35]
- O povo da Caxemira foi forçado pelas circunstâncias a defender seu direito à autodeterminação através da militância. O Paquistão afirma que dá seu apoio moral, ético e militar aos revoltosos na Caxemira.
- Os recentes protestos na Caxemira administrada pela Índia atraiu um grande número de pessoas com um crescente ressentimento contra o domínio indiano, dadas as manifestações que ocorrem em oposição ao controle indiano do estado.[36]
- Recentes relatórios da ONU sobre a situação dos direitos humanos em Jammu e Caxemira têm criticado a Índia pelo uso da força durante protestos na Caxemira administrada pela Índia.
- O Paquistão registra igualmente os atos de violência que acompanharam as eleições na Caxemira indiana [37] e sentimentos anti-indianos expressos por algumas pessoas no estado.[38]
- O Paquistão destaca o uso generalizado de execuções extrajudiciais na Caxemira administrada pela Índia, realizadas pelas forças de segurança da Índia que sustentam que foram surpreendidas em enfrentamentos com militantes. Os paquistaneses acusam as forças de segurança indianas de estarem envolvidas em confrontos falsos que são comuns nos setores da Caxemira administrada pela Índia e evitar a ação penal dos autores.[39][40]
- Organizações de direitos humanos condenaram energicamente as tropas indianas pelo estupro e assassinato de civis inocentes que acusa estes civis de serem militantes.[39][41][42]
- A solução Chenab era um compromisso proposto na década de 1960, em que o vale da Caxemira e outras áreas predominantemente muçulmanas, ao norte do rio Chenab iriam para o Paquistão e Jammu e outras regiões predominantemente hindus para a Índia.[43]

### Ponto de vista da China
- A China não aceita os limites do Principado de Jammu e Caxemira, no norte do Aksai Chin e do Caracórum, que foram propostos pelos britânicos.[2]
- A China resolveu suas questões fronteiriças com o Paquistão no Trans-Caracórum em 1963 com a oferta de que o acordo estava sujeito à solução final da disputa na Caxemira.[44]

## Disputa pela água
Outra razão por trás do conflito da Caxemira é o recurso hídrico. A Caxemira é a fonte de vários rios e afluentes do rio Indo. Estes incluem o Jhelum e Chenab, que fluem basicamente no Paquistão, enquanto outros ramos — como os rios Ravi, Beás e o Sutlej — irrigam o norte da Índia. O Paquistão tem sido apreensivo quanto a isso, em uma situação extrema, a Índia poderia usar a sua vantagem estratégica que dá a sua parcela da Caxemira e que passa na origem dos referidos rios e mantendo o mesmo canal, assim, estrangular a economia agrária do Paquistão. O  Tratado de Águas do Indo, assinado em 1960 resolveu a maioria desses litígios em matéria de partilha da água e apelou para a cooperação mútua a este respeito. Este tratado enfrentou questões levantadas pelo Paquistão durante a construção de barragens no lado indiano, que limitam a água para o lado paquistanês.

## Violações dos direitos humanos
Tem havido afirmações de violações dos direitos humanos em relação com as forças armadas indianas e os militantes da Caxemira. Um estudo de 2005 realizado pela ONG Médicos Sem Fronteiras descobriu que as mulheres da Caxemira estavam entre os pessoas que mais sofriam de doenças de violência sexual no mundo, com 11,6% das entrevistadas que relataram terem sido abusadas sexualmente. Algumas pesquisas descobriram que na região da Caxemira em si (onde se concentra a maior parte da atividade por separatistas e da Índia), a percepção popular sustenta que as forças armadas da Índia são mais culpadas por violações dos direitos humanos que os grupos separatistas. De acordo com o inquérito da MORI de 2002, na Caxemira, apenas 2% dos entrevistados acreditam que grupos militantes são culpados de abusos generalizados dos direitos humanos, enquanto 64% acreditam que as tropas indianas eram culpadas do mesmo; no entanto, essa tendência foi revertida em outras partes do estado.

## Questões cartográficas
Tal como acontece com outros territórios em disputa, cada um dos governos representam mapas com suas reivindicações sobre a Caxemira como parte de seu território, independentemente do seu efetivo controle. Na Índia, é ilegal a exclusão de toda ou parte da Caxemira em um mapa. Também é ilegal no Paquistão não incluir o estado de Jammu e Caxemira como um território disputado, conforme permitido pela Organização das Nações Unidas. Os não participantes costumam usar a Linha de Controle e Linha de Controle Real como os limites representados, como no The World Factbook da CIA. Quando a Microsoft lançou um mapa no Windows 95 e no Microsoft MapPoint 2002, atraiu controvérsia, pois não mostrava a totalidade da Caxemira, como parte da Índia, como é exigido na Índia; entretanto todos os neutros e empresas paquistanesas pretendem seguir o mapa das Nações Unidas e mais de 90% de todos os mapas que contêm a Caxemira mostram-a como um território disputado.